# Reflex (журнал)
«Reflex» (укр. Рефле́кс) — чеський соціально-політичний тижневик. Заснований у 1990 році в Празі, наразі ним володіє швейцарська медіа корпорація Ringier.

## Темношкірий Гітлер на обкладинці
У червні 2020 року журнал Reflex спровокував скандал щодо етичності зображення на обкладинці, де редактори поставили чорношкірого Адольфа Гітлера з критичної підписом про рух Black Lives Matter («Життя чорних важливі»): «Станемо на коліна перед злочинцями, які нібито захотіли поліпшити становище?». Головний редактор Марек Стоніш повідомив, що фейсбук на добу заблокував його особистий акаунт за публікацію обкладинки. У своєму дописі Стоніш висловив стурбованість рухом Black Lives Matter, зазначивши, що грабежі і насильство жодним чином не можуть бути пов'язані з боротьбою проти расизму. «Чому учасники протестів проти расизму в Парижі кричали про брудних євреїв?» — запитав редактор серед іншого.